# Onoklea citlivá
Onoklea citlivá (Onoclea sensibilis) je druh kapradiny z čeledi onokleovité a jediný zástupce rodu onoklea. Je to kapradina původní ve vlhkých oblastech v Severní Americe a východní Asii. Je považována za jedovatou.

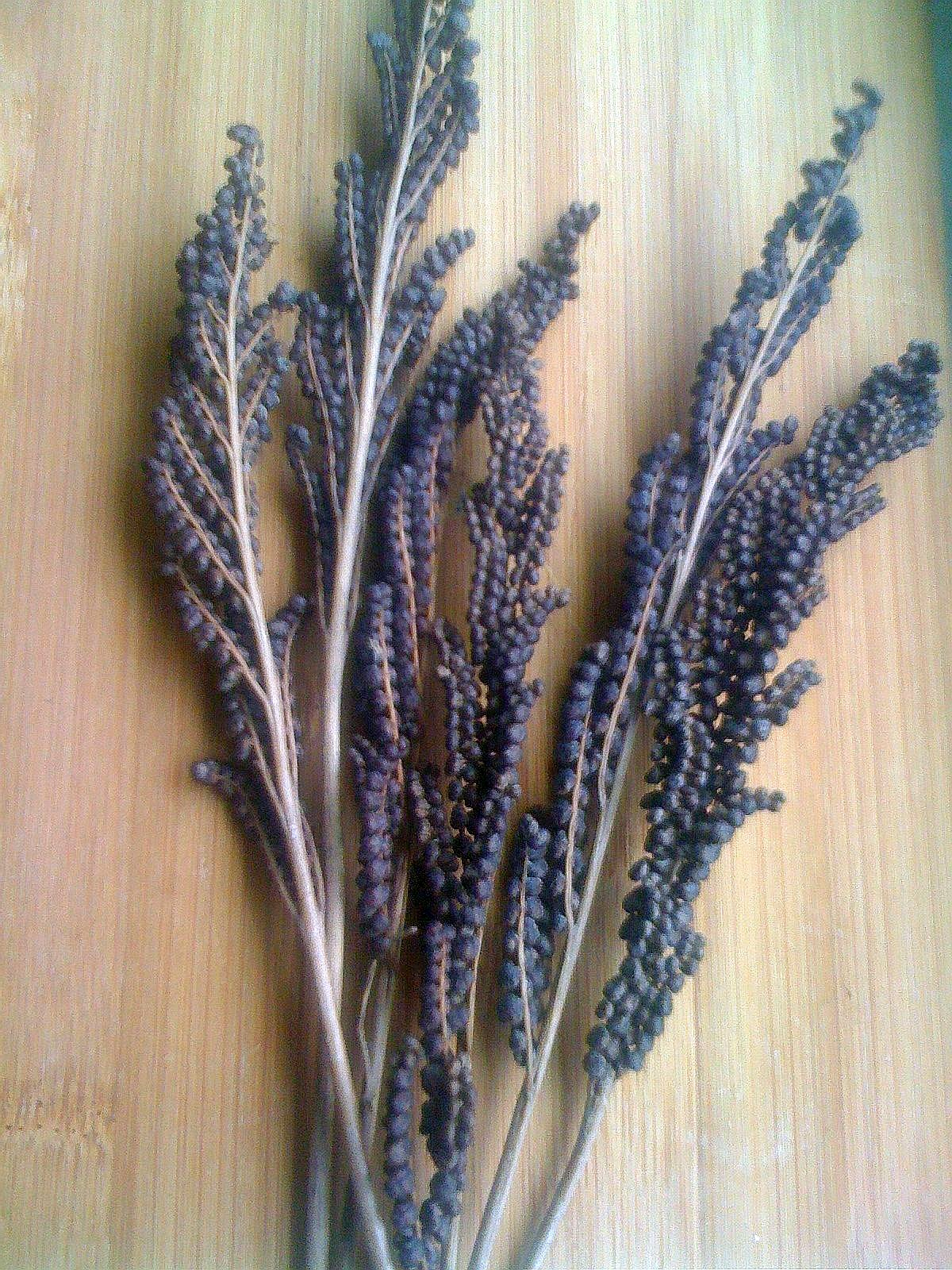
Plodný list s výtrusnicemi.

## Popis
Onoklea dorůstá asi 50 cm a vytváří bohaté trsy se světlými, zářivě zelenými listy na dlouhém tenkém řapíku. Plodolisty jsou mnohem menší, hnědé barvy, nezelené. Výtrusnice s výtrusy jsou seskupeny svisle podél řapíku jako malé kulaté hrozny nebo korálky.

## Pěstování
Jde o méně známou kapradinu, velmi vhodnou do vlhkých stanovišť. Snáší slunce i polostín. Množí se generativně výtrusy nebo vegetativně dělením oddenků. Poměrně rychle roste a na vlhkých místech se jí dobře daří i v ČR.